# 1525
- Wikisource

| Calendário gregoriano                                                        | 1525 MDXXV                                           |
| Ab urbe condita                                                              | 2278                                                 |
| Calendário arménio                                                           | 974 – 975                                            |
| Calendário bahá'í                                                            | -319 – -318                                          |
| Calendário budista                                                           | 2069                                                 |
| Calendário chinês                                                            | 4221 – 4222 Início a 23 de janeiro (aproximadamente) |
| Calendário copta                                                             | 1241 – 1242                                          |
| Calendário etíope                                                            | 1517 – 1518                                          |
| Calendários hindus - Vikram Samvat - Calendário nacional indiano - Cáli Iuga | 1580 – 1581 1446 – 1447 4625 – 4626                  |
| Calendário Holoceno                                                          | 11525                                                |
| Calendário islâmico                                                          | 931 – 932                                            |
| Calendário judaico                                                           | 5285 – 5286                                          |
| Calendário persa                                                             | 903 – 904                                            |
| Calendário rúnico                                                            | 1775                                                 |
| Calendário solar tailandês                                                   | 2068                                                 |

1525 (MDXXV na numeração romana) foi um ano comum do século XVI do Calendário Juliano, da Era de Cristo, a sua letra dominical foi A (52 semanas), teve início a um domingo e terminou também a um domingo.
| Ano completo                    |
| ------------------------------- |
| Ano comum com início ao domingo |

## Eventos
- Fundação da Ermida de Santa Catarina, dos Altares [1], pela família Pamplona, e em torno da qual cresceu o lugar da Arrochela;
- Construção da Igreja de Igreja de Nossa Senhora da Ajuda, Bretanha, ilha de São Miguel, Açores.
- Construção da Igreja de Nossa Senhora dos Anjos na vila da Lagoa, ilha de São Miguel, Açores.
- Início da construção do Convento de São Francisco em Ponta Delgada, ilha de São Miguel.
- Reedificação da Igreja de Nossa Senhora dos Anjos, Água de Pau, ilha de São Miguel.
- Conquista pelos marroquinos do Castelo Real de Mogador, um forte português na costa ocidental de Marrocos.
- 29 de Julho - O conquistador espanhol Rodrigo de Bastidas fundou a cidade de Santa Marta a primeira da Colômbia.
- 3 de Setembro - Nomeação de Frei Nuno Câmara no cargo de ouvidor eclesiástico na ilha de São Miguel.

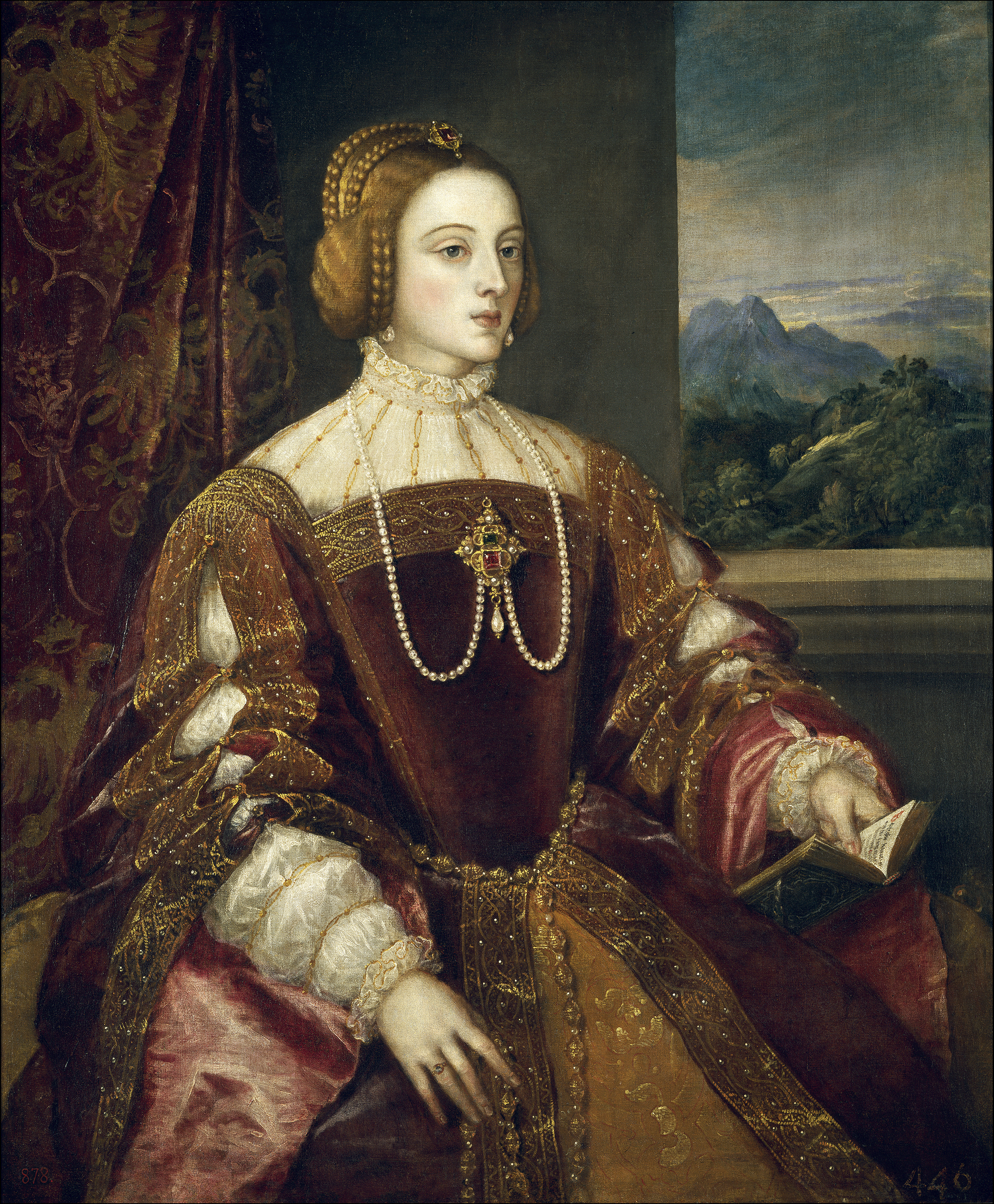
Isabel de Portugal, imperatriz do Sacro Império Romano-Germânico, por Ticiano, no Museu do Prado

- 13 de Outubro - Nomeação de Frei Marcos de Sampaio no cargo de ouvidor e visitador geral das ilhas dos Açores.
- 1 de Novembro - A princesa Isabel de Portugal, filha de D. Manuel I, casou-se em Almeirim com o seu primo Carlos V, Imperador do Sacro Império Romano-Germânico.

## Nascimentos
- 19 de Fevereiro, Carolus Clusius, botânico (m. 1609).
- Hans Staden, aventureiro alemão.

## Mortes
- 26 de Fevereiro - Cuauhtémoc, último imperador asteca.
- Abraham Ben Farissol, escritor judeu do século XV. Nasceu em 1451.

## Por tema
- 1525 na arte